# Estil Mammen

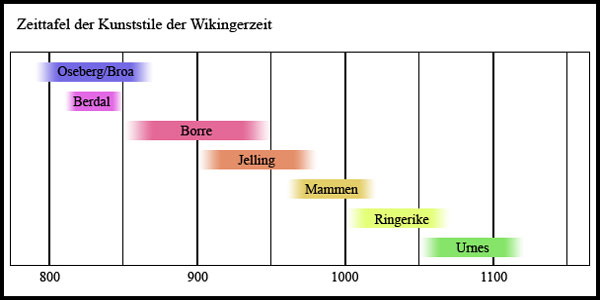
Cronologia dels estils de decoració animal escandinava

L'estil Mammen és una fase dels estils de decoració zoomòrfica vikinga de finals del s. X i principis de l'XI; sorgí de manera gradual a partir de l'estil Jelling. El nom de l'estil es deu a les troballes en una cambra funerària de Jutlàndia, Dinamarca. Entre els objectes trobats hi havia una destral d'argent gravada: en un dels seus costats apareixia una au molt estilitzada amb llargs apèndixs enrotllats al llarg del cos. També comprèn representacions animals més realistes com els lleons en les pedres de Jelling. Durant el període d'aquest estil apareixen per primera volta formes vegetals clarament diferenciades, en forma de sarments, circells i fulles.
Les etapes d'ornamentació zoomòrfica de l'època vikinga completa se solen catalogar en aquests estils: Oseberg, Borre, Jelling, Mammen, Ringerike i Urnes.

## Galeria

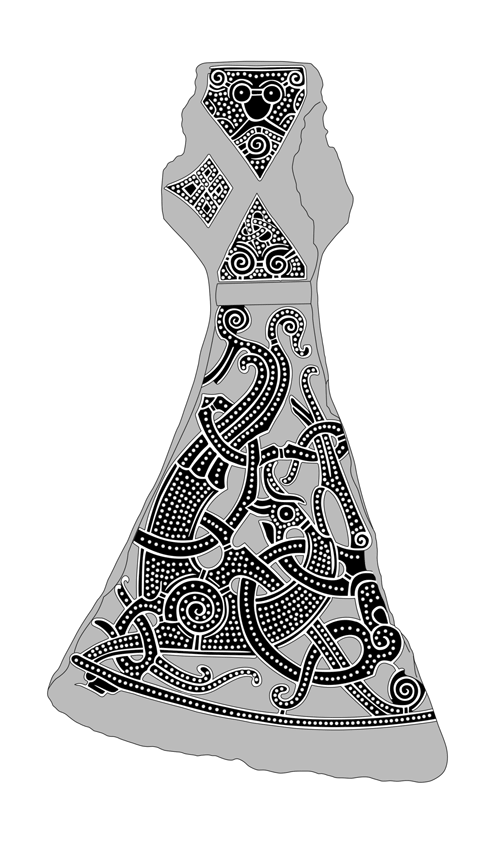
Esquema de la destral de Mammen
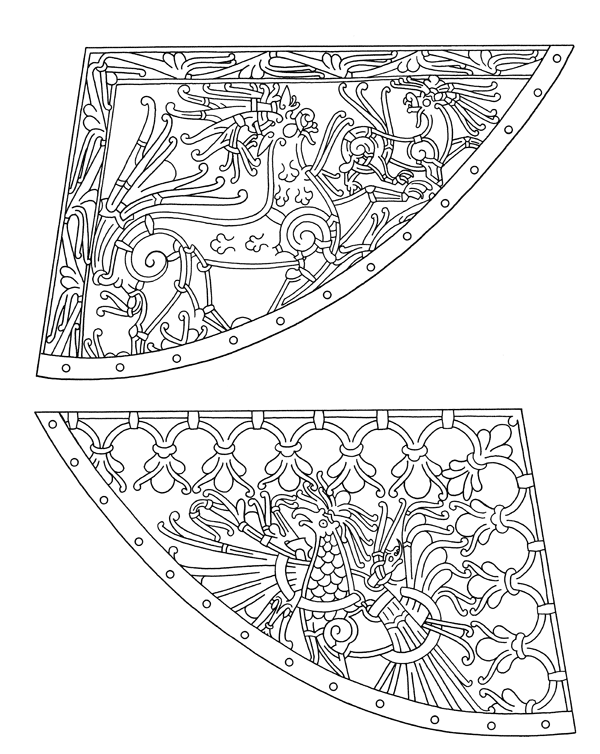
Penell de Heggen
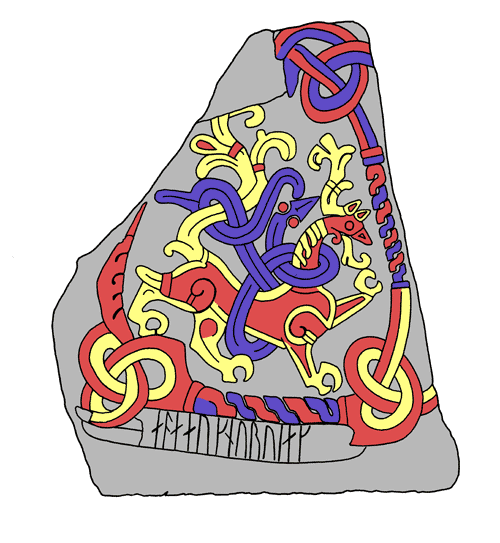
Esquema de la pedra gran de Jelling
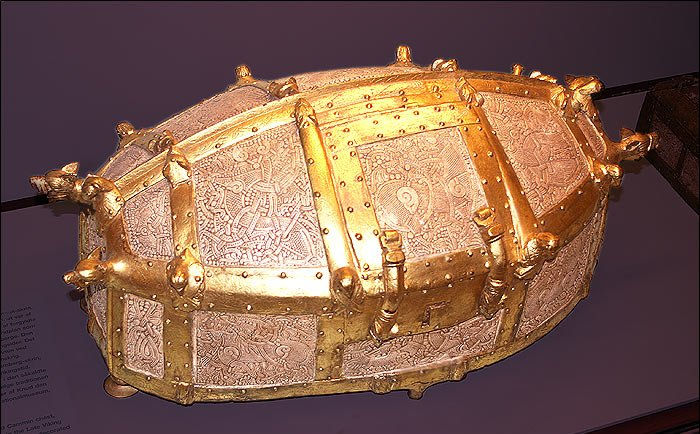
Cofre de Cammin
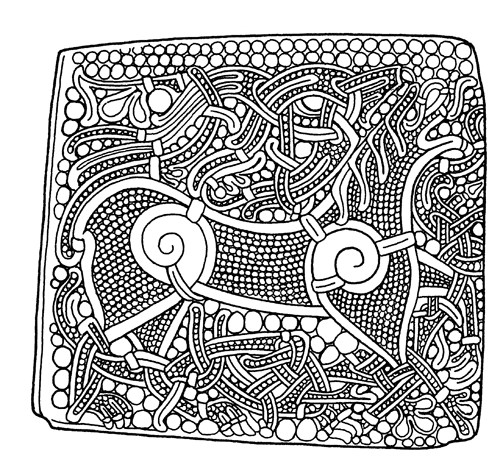
Esquema d'un dels dibuixos del cofre de Cammin